# Francesco Podesti
Francesco Podesti (Ancona, 21 marzo 1800 – Roma, 9 febbraio 1895) è stato un pittore italiano.

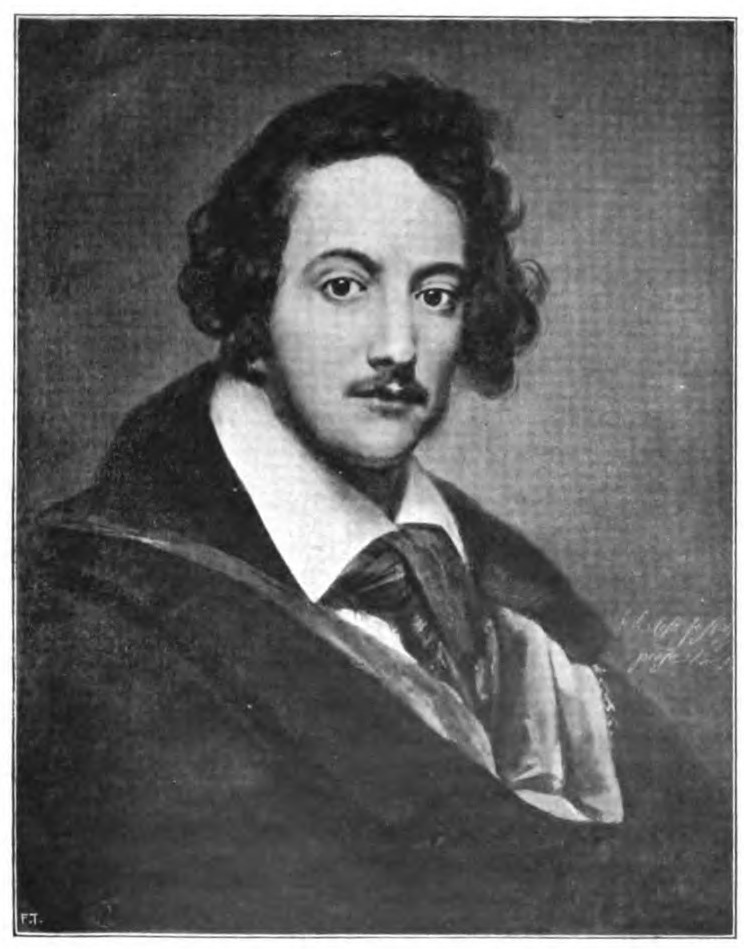
Autoritratto di Francesco Podesti

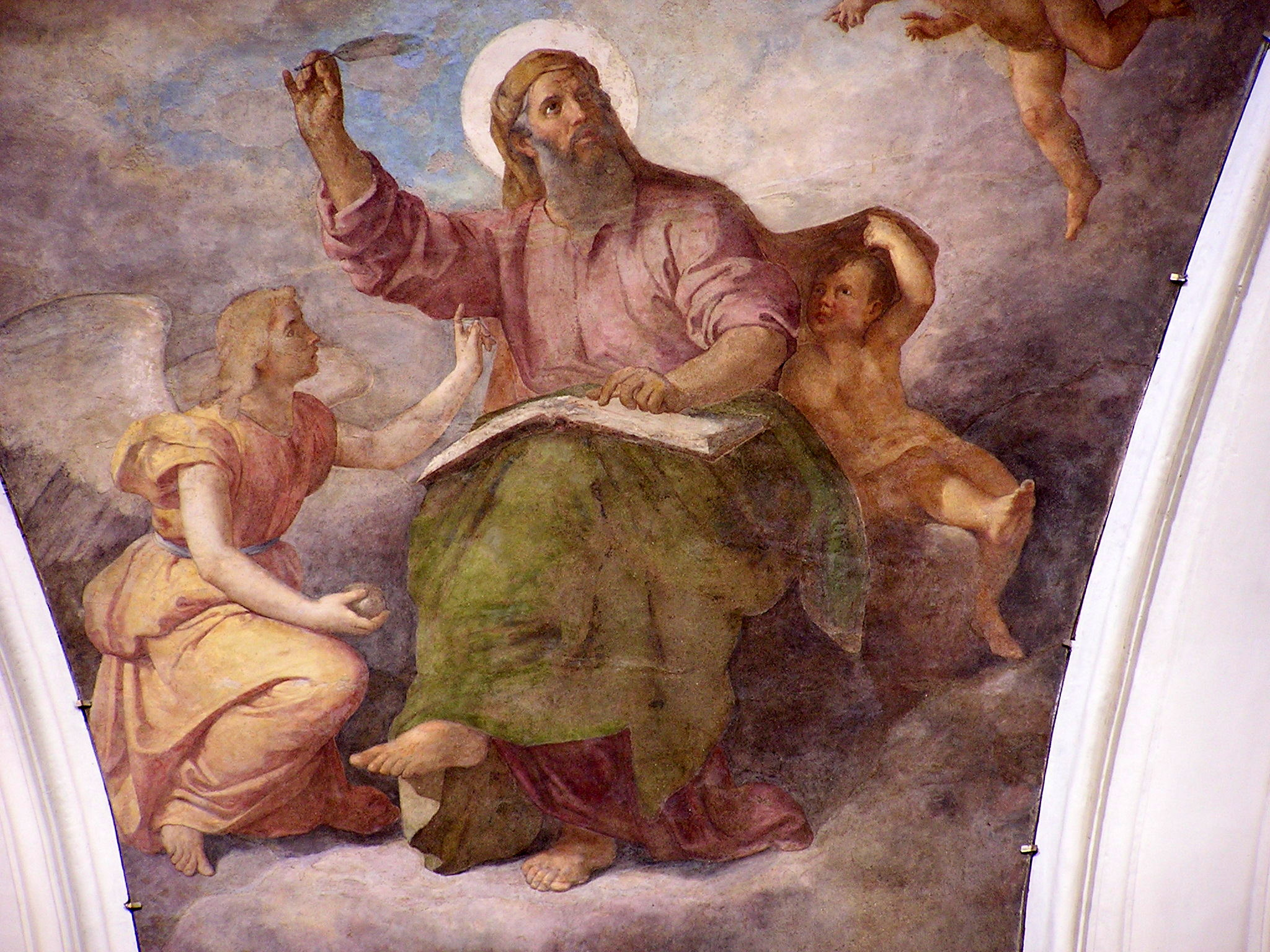
San Matteo evangelista, Ancona, Chiesa del Santissimo Sacramento

Insieme ad Francesco Hayez e Giuseppe Bezzuoli, è considerato uno dei maggiori pittori italiani della prima metà dell'Ottocento, come testimonia lo stesso Mazzini. Fu esponente del romanticismo storico ed è oggi particolarmente noto per gli affreschi della sala dell'Immacolata, nei palazzi vaticani.
Ultimo esponente della "pittura di storia", tra accademismo e romanticismo, raggiunse notorietà europea, espose a Londra e a Parigi e ottenne fama e gloria proprio quando stavano sorgendo le nuove correnti artistiche di fine Ottocento. La sua grande notorietà declinò infatti subito dopo la morte, a causa della diffusione di una concezione dell'arte completamente diversa da quella che egli stesso rappresentava. Attualmente, uno sguardo più distaccato nei confronti dell'arte ottocentesca ha permesso di riscoprire il suo valore.

## Biografia

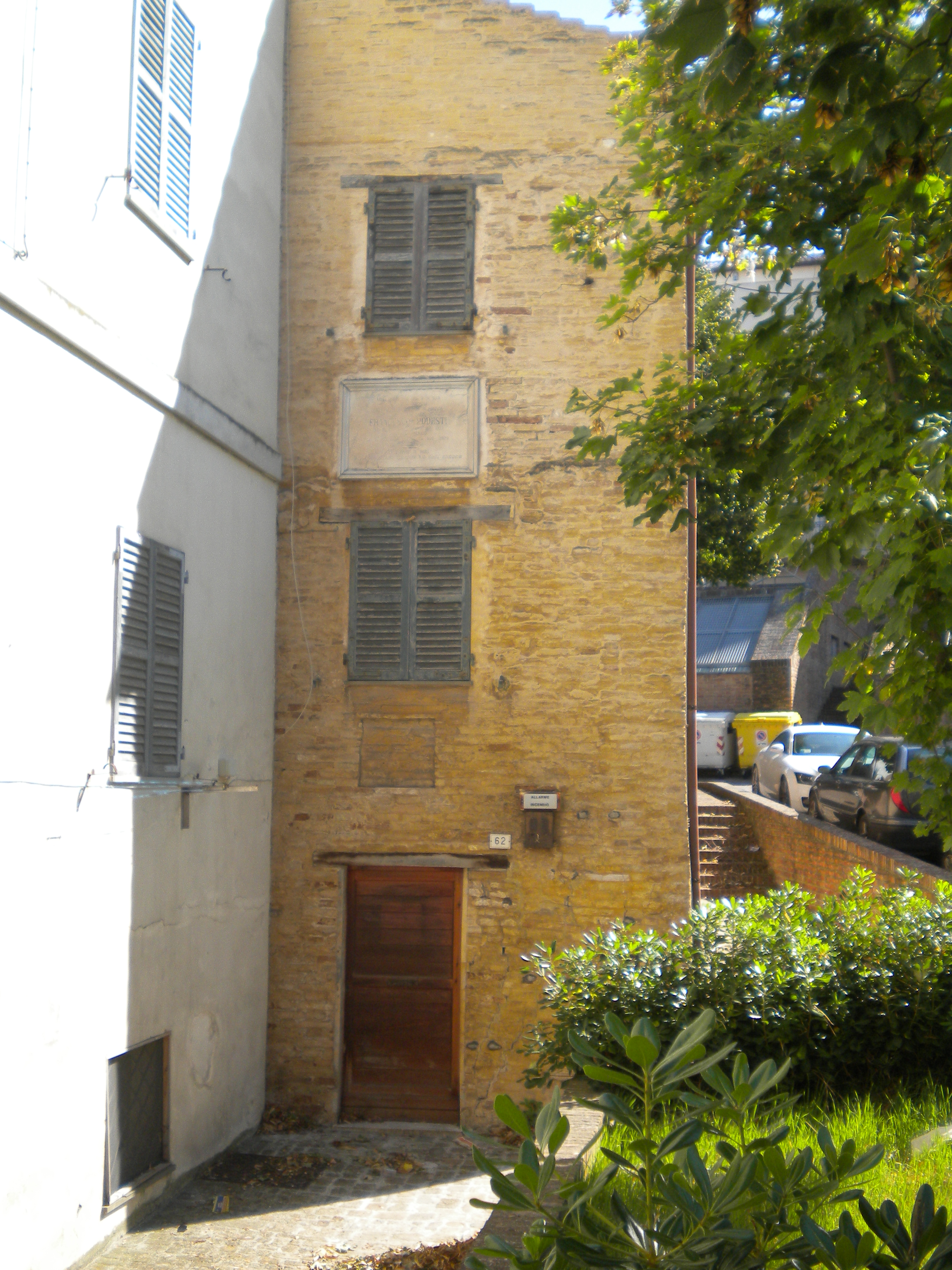
Casa natale di Francesco Podesti nel rione di Capodimonte ad Ancona

### Formazione
Francesco Podesti nacque ad Ancona nel 1800, durante il periodo napoleonico, in una modesta casa del rione di Capodimonte. Il padre Giuseppe era sarto e lavorava con le forniture all'esercito e alla guarnigione francese di stanza in città. La madre si chiamava Teresa Troiani.
Iniziò gli studi di architettura militare al liceo di Pavia, in un'atmosfera di fiducia nel Governo Italico. A dodici anni perse la madre Teresa e dopo la Restaurazione, a quindici anni, anche il padre morì e il giovane Francesco si trovò senza mezzi per proseguire i suoi studi.
Avendo rivelato un precoce talento per le arti, a sedici anni il comune di Ancona (su segnalazione del marchese Bourbon Del Monte) gli assegnò un sussidio annuo per continuare a studiare a Roma, all'Accademia di Belle Arti di San Luca. Grazie al sussidio del comune poté studiare a Roma per dieci anni, durante i quali fu allievo di Gaspare Landi e di Vincenzo Camuccini, uno dei più importanti pittori del Neoclassicismo italiano e della pittura di storia.
Nonostante l'aiuto economico assicuratogli dalla sua città, il giovane Podesti visse tempi molto duri, ma poi la protezione del Canova, che gli volle bene come a un figlio, gli permise di guardare al suo futuro di artista più serenamente. I primi successi gli arrisero con il concorso indetto dal Canova nel 1818 e con quello della Scuola di Nudo del 1820. A Roma, oltre a Canova, conobbe anche Jacques-Louis David, del quale condivise gli ideali.

### Prime commissioni e viaggi di istruzione
Sull'onda della relativa notorietà acquisita con i due concorsi e in segno di riconoscenza, nell'ottobre del 1824 donò alla propria città il dipinto Eteocle e Polinice, come saggio dei risultati raggiunti grazie all'aiuto offertogli. L'opera, legata al gusto neoclassico francese, fu accolta con riconoscenza dal consiglio comunale.
Il dipinto mitologico gli procurò ad Ancona la committenza per due grandi pale d'altare: l'Annunziata, per l'omonima chiesa, e Il Martirio di San Lorenzo a cui lavorò dal 1825 al 1827, per il duomo (quest'opera fu distrutta dai bombardamenti della Seconda guerra mondiale e fu sostituita con una copia).
Nel 1826 iniziò quindi una lunga serie di viaggi di istruzione artistica: visitò Firenze, Pisa, Bologna, Parma, Venezia e Milano. Qui incontrò i marchesi Busca, per i quali realizzò quello che è considerato uno dei suoi capolavori: il doppio Ritratto di Carlo Ignazio e Antonio Busca, datato 1825. In un secondo viaggio visitò Napoli, Pompei ed Ercolano.

### La partecipazione al Risorgimento e la notorietà europea

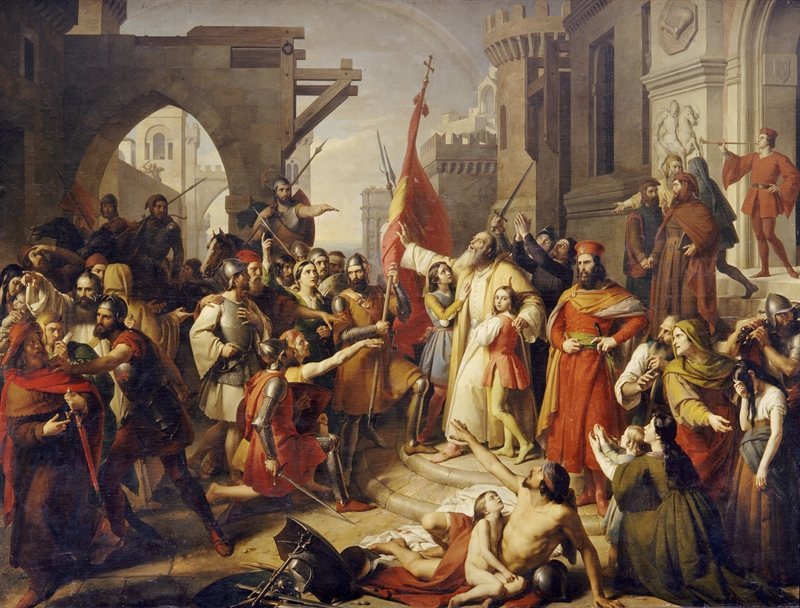
Il Giuramento degli Anconetani, premiato con medaglia d’oro all'Esposizione universale di Parigi del 1855

Ritornato a Roma negli anni trenta ebbe un'importante commissione: il Principe Alessandro Torlonia gli commissionò una serie di affreschi per la Villa Torlonia fuori Porta Nomentana (ancora presenti) e per il Palazzo Torlonia di Piazza Venezia. Si specializzò così nella tecnica dell'affresco, della quale è considerato uno degli ultimi grandi maestri. Quando palazzo Torlonia venne demolito, nel corso della sistemazione di Piazza Venezia, alcuni affreschi furono staccati per salvarli dalla distruzione.
Nel 1835 venne eletto Accademico di San Luca. Si dedicò quindi all'esecuzione di una serie di ritratti per nobili e cardinali lombardi e romani. Si trasferì quindi in un vasto studio alle Convertite dove lavorerà fino al 1869.
Su commissione di Casa Savoia dipinse il Giudizio di Salomone per il Palazzo Reale di Torino ed Enrico II che benedice le nozze di Emanuale Filiberto per la residenza sabauda di Agliè. Carlo Alberto propose a Podesti di dirigere l'Accademia di Belle Arti di Torino, ma il pittore rifiutò, temendo che l'incarico potesse in qualche modo limitare la propria libertà di artista.
Mentre era occupato nell'esecuzione del Giudizio di Salomone, Podesti si unì in matrimonio con Clotilde Cagiati. Ebbero sei figli, ma tre (Amalia, Emilio ed Emilia) morirono in tenera età e ciò fu causa di grandissimo dolore per i coniugi. Per l'amatissima Amalia il pittore realizzò un piccolo monumento funebre a Santa Maria sopra Minerva, a Roma. Gli altri tre figli, Giulio, Cesare e Vittorio, divennero rispettivamente architetto, ufficiale di Marina e maestro di musica. La figlia della sorella Adelaide, Guendalina Baldessarri, nel 1871 sposò il pittore Francesco Gai, che nel 1870 aveva fatto il ritratto al pittore.
Negli anni quaranta dipinse altri quadri di soggetto storico, tra cui Leonardo presenta il bozzetto dell'Ultima Cena al Duca di Milano Ludovico il Moro per il re di Napoli Francesco II, che in segno di apprezzamento lo nominò membro dell'Accademia delle Belle Arti di Napoli.
Il 1849 fu l'anno del travagliato periodo della Repubblica Romana e dell'assedio francese a Roma e austriaco ad Ancona. Il pittore prese parte attivamente a queste battaglie risorgimentali entrando a far parte del Battaglione universitario romano che difendeva la città eterna.
Nel 1851 la municipalità di Ancona chiese al Podesti di realizzare un dipinto il cui soggetto fosse tratto dalla storia patria, per collocarlo nella propria sede. Il pittore scelse di rappresentare un episodio ispirato all'eroica resistenza della città nell'assedio del 1173 da parte di Cristiano di Magonza: il Giuramento degli Anconetani. La grande tela (385x510 cm) fu premiata all'Esposizione universale di Londra del 1851 e all'Esposizione universale di Parigi del 1855 e nel 1856 fu collocata nel Palazzo degli Anziani, sede municipale di Ancona, in una sala appositamente modificata per ospitare l'opera. L'opera gli varrà grande fama e l'iscrizione tra il patriziato cittadino, e ancor oggi è considerata uno dei suoi capolavori. Nel grande quadro si fonde il gusto neoclassico con la forza e la sensibilità del romanticismo storico; il quadro infatti esalta le virtù del coraggio civico e dell'amore per la libertà.

### Le commissioni papali

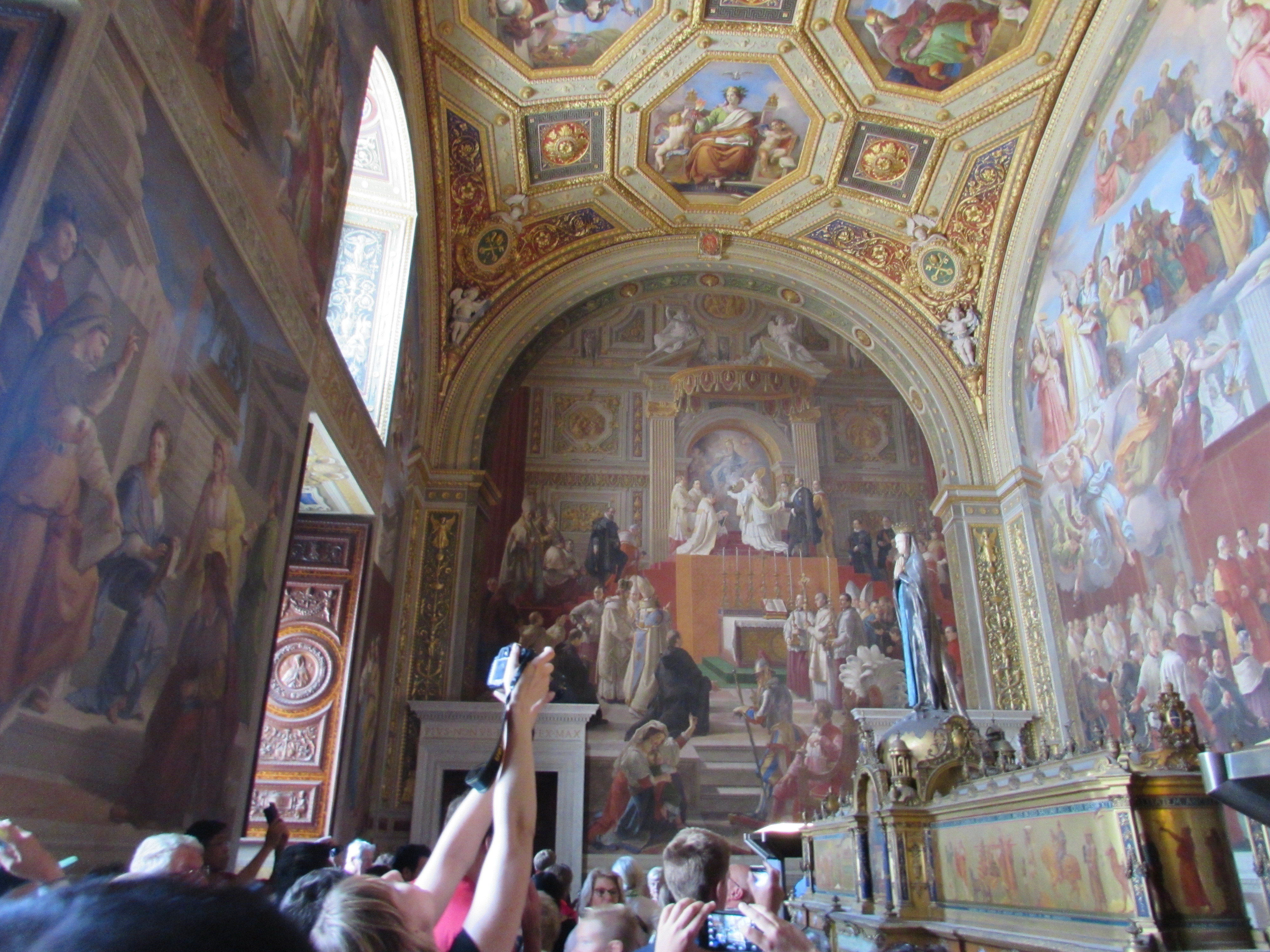
La sala dell'Immacolata ai Musei Vaticani

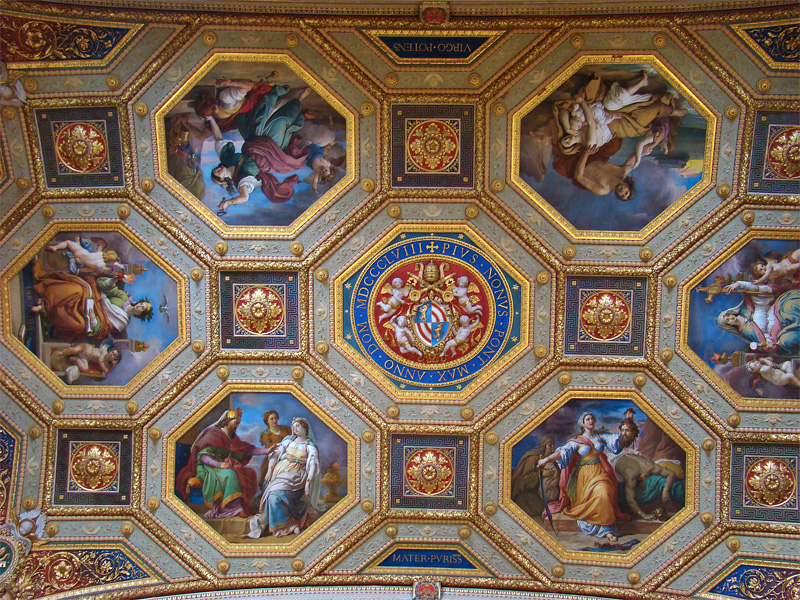
Soffitto affrescato dal Podesti nella sala dell'Immacolata ai Musei Vaticani

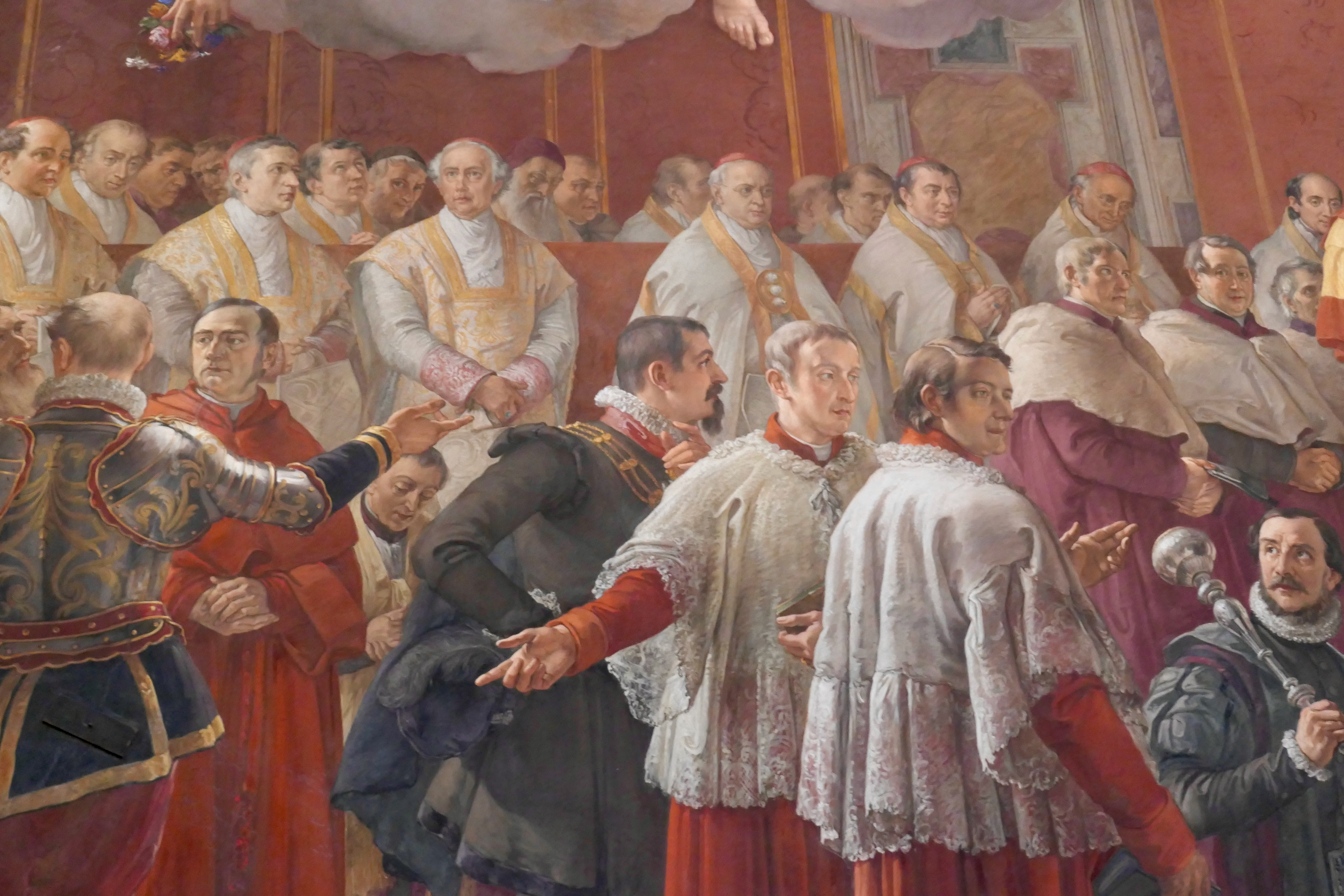
Particolare degli affreschi della sala dell'Immacolata ai Musei Vaticani

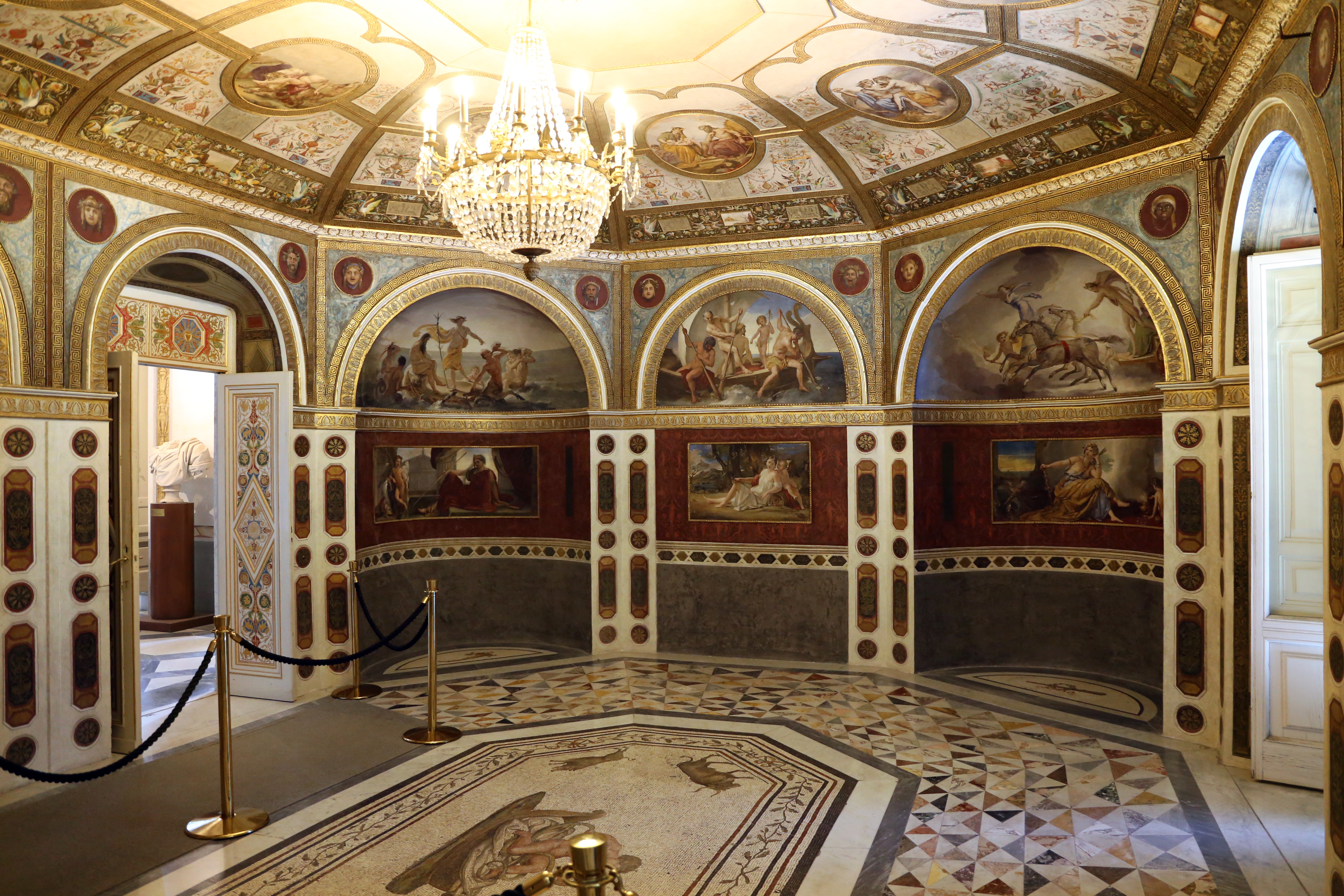
Roma, Villa Torlonia, Sala di Bacco, affrescata da Podesti con soggetti mitologici

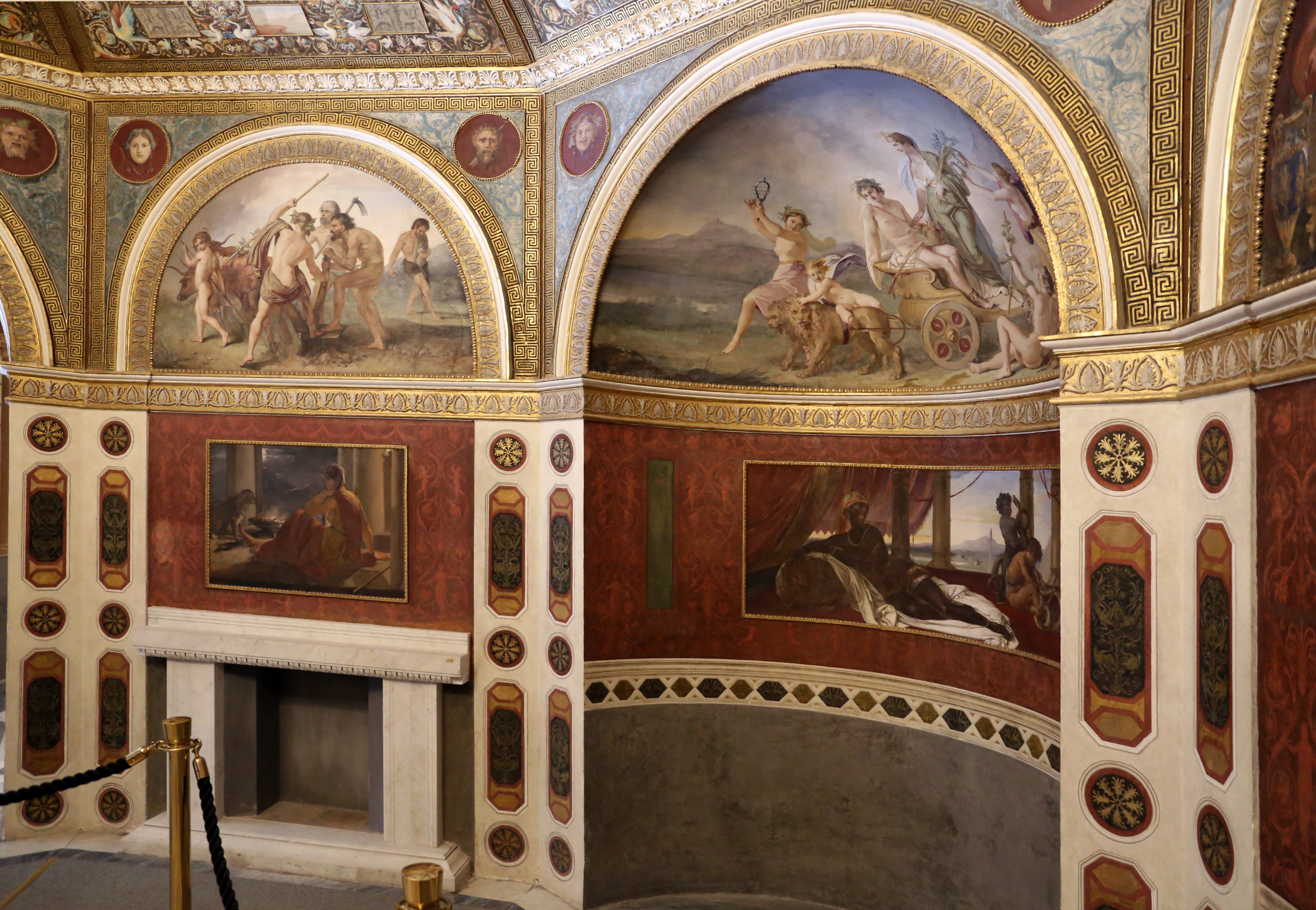
Roma, Villa Torlonia, Sala di Bacco, particolare

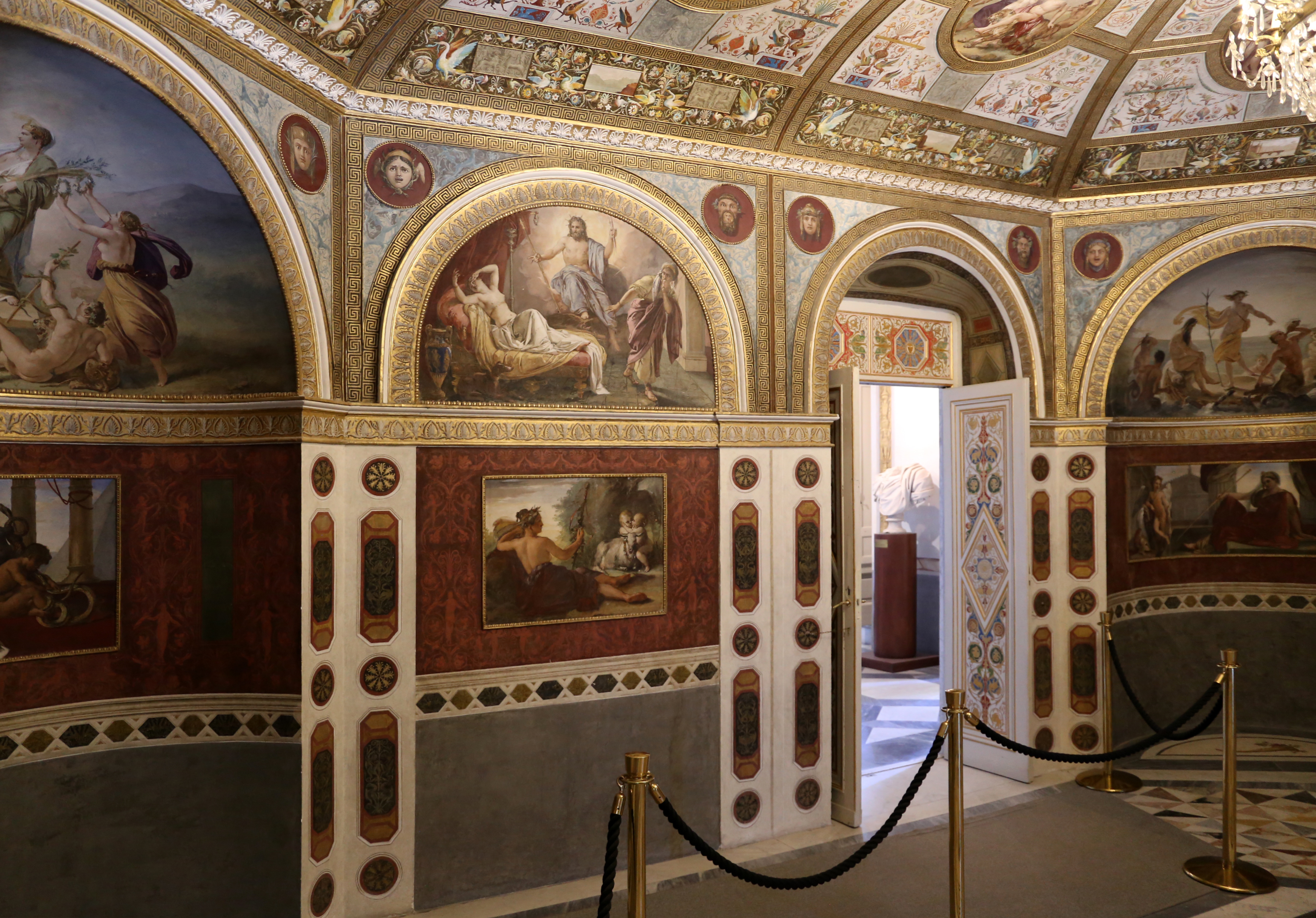
Roma, Villa Torlonia, Sala di Bacco, particolare

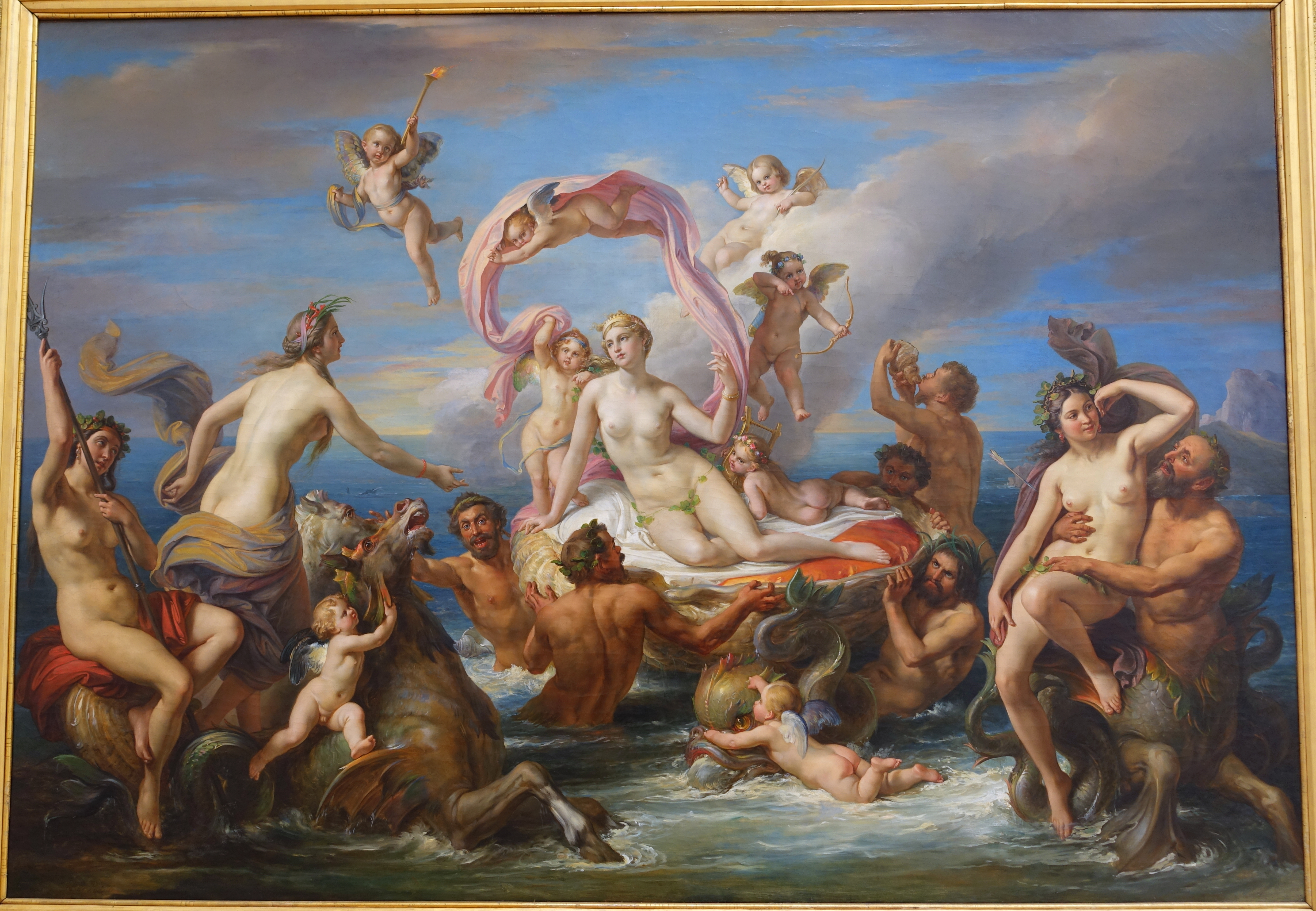
Il trionfo di Venere (Roma, Galleria nazionale d'arte moderna e contemporanea)

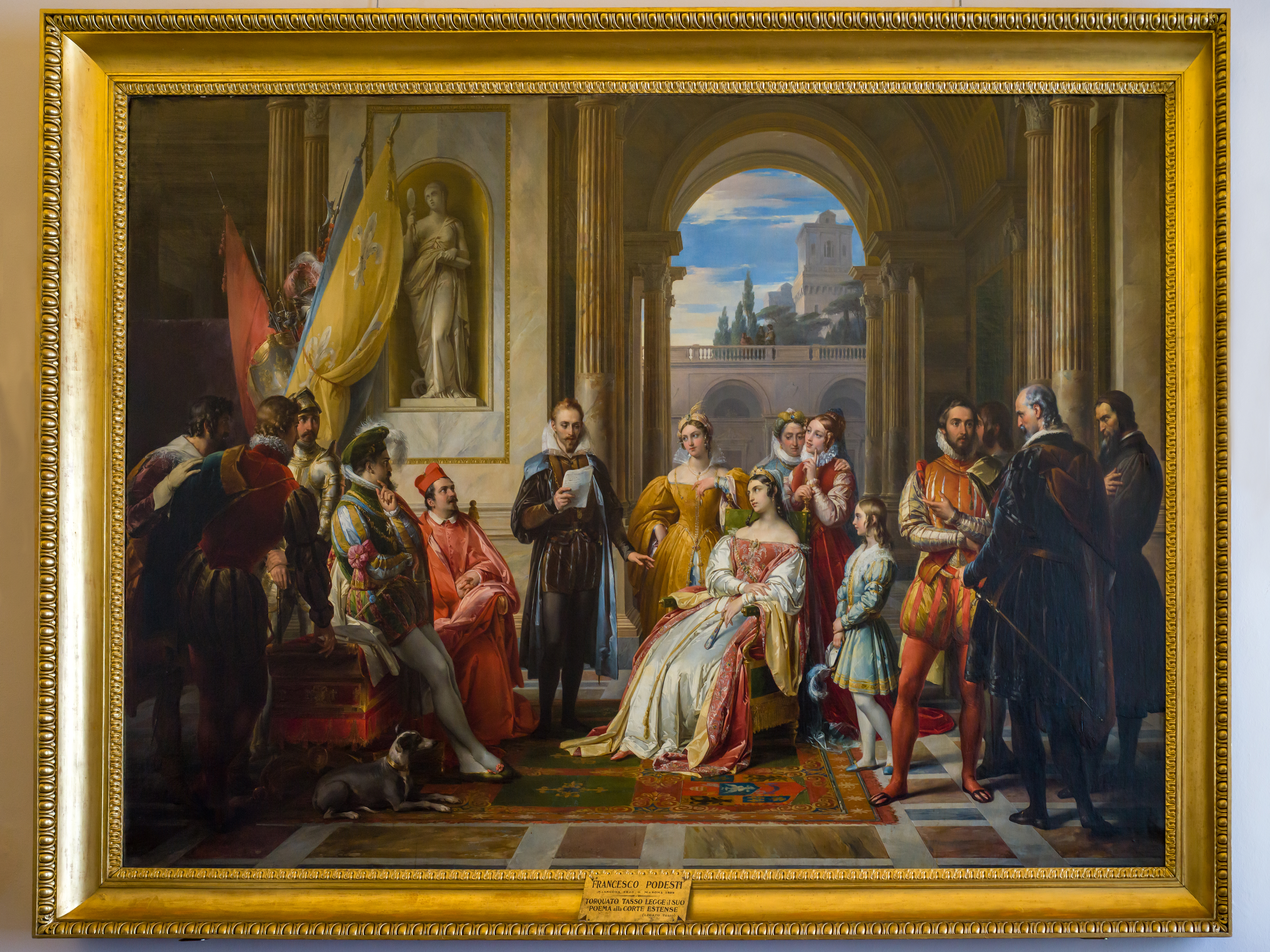
Torquato Tasso legge il suo poema alla Corte Estense, (Brescia, Pinacoteca Tosio Martinengo)

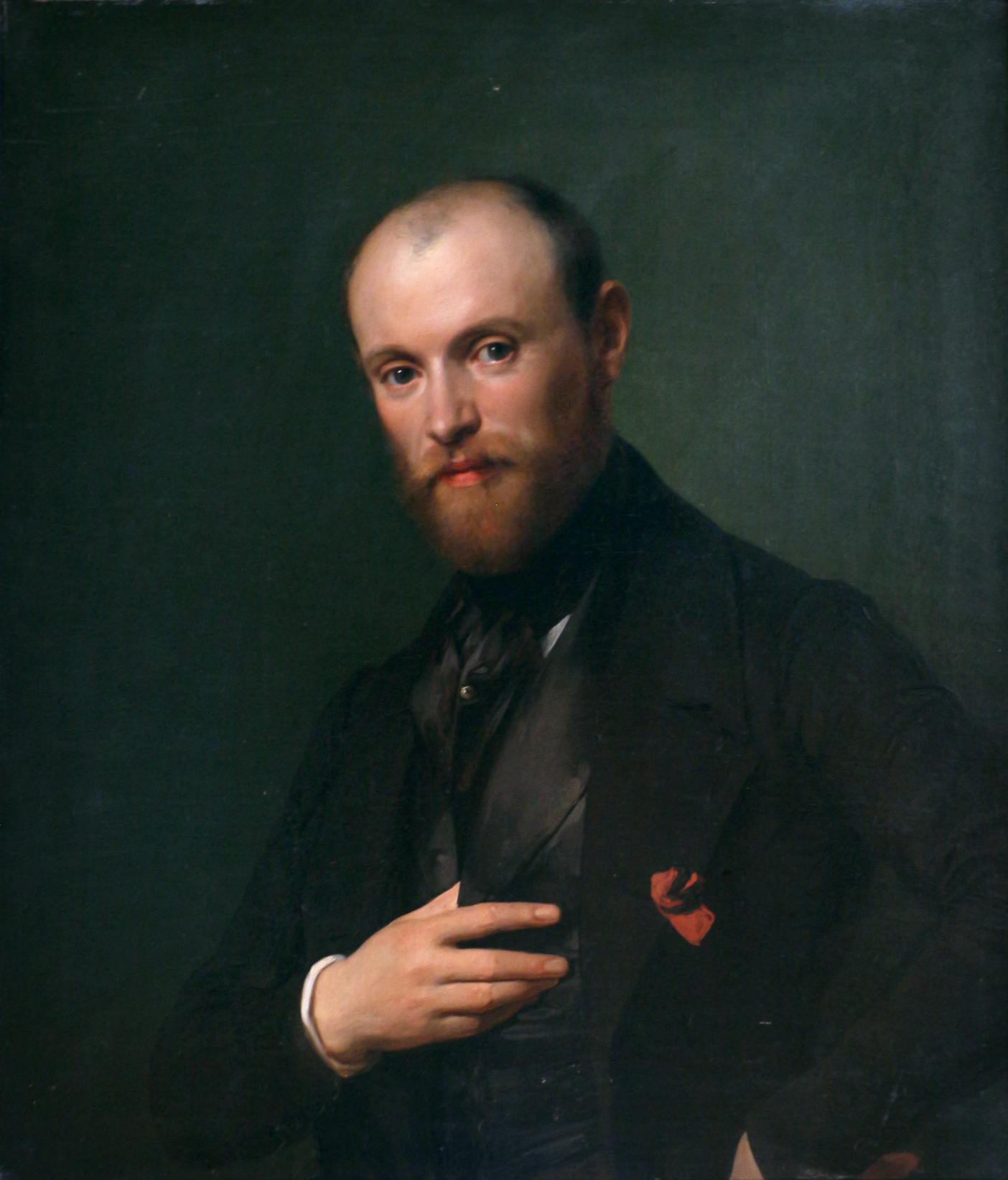
Ritratto di Antonio Bonfigli (Macerata, Palazzo Buonaccorsi)

Nel 1855, anno della proclamazione del dogma dell'Immacolata Concezione da parte di papa Pio IX, al Podesti venne commissionato di affrescare la grande Sala dell'Immacolata, in Vaticano, con episodi storico-allegorici riguardanti l'evento. Aveva accettato l'incarico sentendone la grande responsabilità, anche perché la sala da affrescare è contigua alle Stanze di Raffaello, ovvero ad affreschi del pittore che egli più stimava e che considerava maestro.
Durante gli undici anni necessari per affrescare la stanza ebbe anche alcuni scontri con la curia vaticana, che avrebbe voluto influire sulla scelta dei prelati da rappresentare, evitando la raffigurazione di un sacerdote caduto in disgrazia; Podesti però fu irremovibile, richiamandosi all'obbligo della fedeltà alla realtà storica. Ecco come racconta lui stesso il fatto:
(Francesco Podesti, Memorie, 1854)
La grande impresa, alla quale lavorò tra il 1855 e il 1864, venne infine felicemente compiuta e ciò gli portò gran fama. Egli però poté assaporarla solo per poco tempo perché l'anno successivo, il 1865, sua moglie Clotilde morì improvvisamente. Per lei Podesti realizzò l'unica importante opera di scultura, al Verano.

### Ultime opere
Nel 1870 eseguì uno dei suoi ultimi capolavori: il Martirio di San Sebastiano per Porto Maurizio (Imperia).
Nel 1877 dipinse per il conte Ragnini il quadro dal soggetto storico Stamira, raffigurante l'eroina anconetana che incendia le macchine da guerra nemiche durante l'assedio già ricordato nel Giuramento degli Anconetani. Alla morte del committente, il quadro passò in eredità, per volere del nobile anconetano, al comune di Bertinoro. Con questo atto il nobile voleva onorare la coraggiosa Aldruda de Frangipani, il cui soccorso agli anconetani permise la fine dell'assedio. La tela è collocata oggi nello studio del Sindaco di Bertinoro.
Ebbe una vecchiaia serena tra amici e familiari (tre figli e numerosi nipoti), rimanendo instancabilmente attivo. Aveva compiuto 80 anni quando salì ancora le impalcature per realizzare ad affresco gli Evangelisti nelle vele della cupola del Chiesa del Santissimo Sacramento di Ancona. Ancora nel 1883 presentò all'Esposizione Internazionale di Roma due quadri.
Il fratello di Francesco, Vincenzo Podesti (1812-1897), fu anch'egli pittore, ma di fama notevolmente minore.
Ebbe fra i suoi allievi il pittore messinese Giacomo Conti e il pittore marchigiano Ferdinando Cicconi.
Francesco Podesti morì a Roma nel 1895. Cento anni dopo, per ricordarne la figura di artista, si tenne ad Ancona, sua città natale, una grande mostra in cui furono esposti circa cento suoi lavori provenienti da tutt'Italia. L'esposizione fu l'occasione per nuovi studi sul Podesti, le sue opere e la pittura italiana dell'Ottocento.
Gli affreschi degli Evangelisti della Chiesa del Santissimo Sacramento di Ancona (1880)

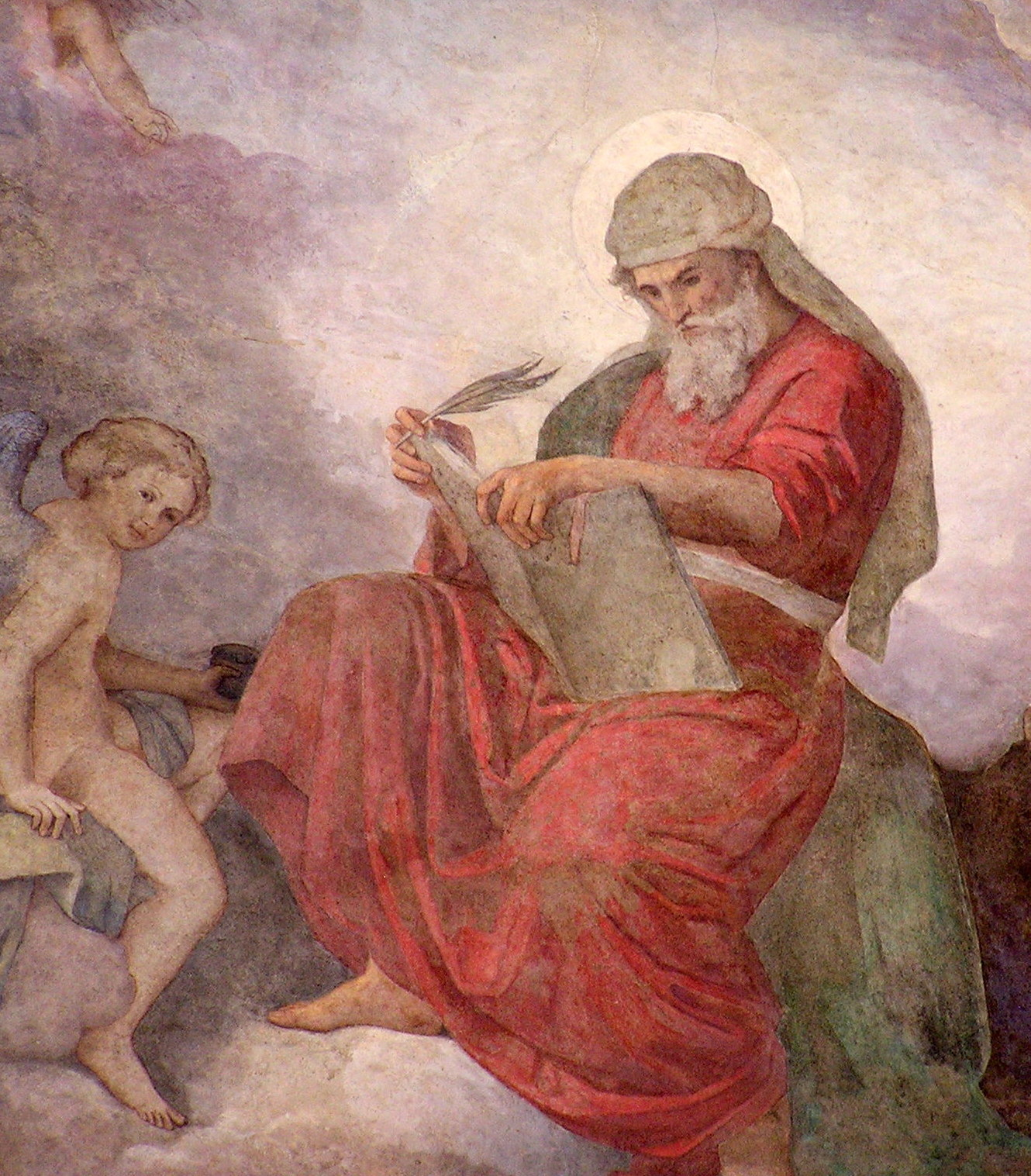
San Marco Evangelista (Ancona, Chiesa del Santissimo Sacramento)
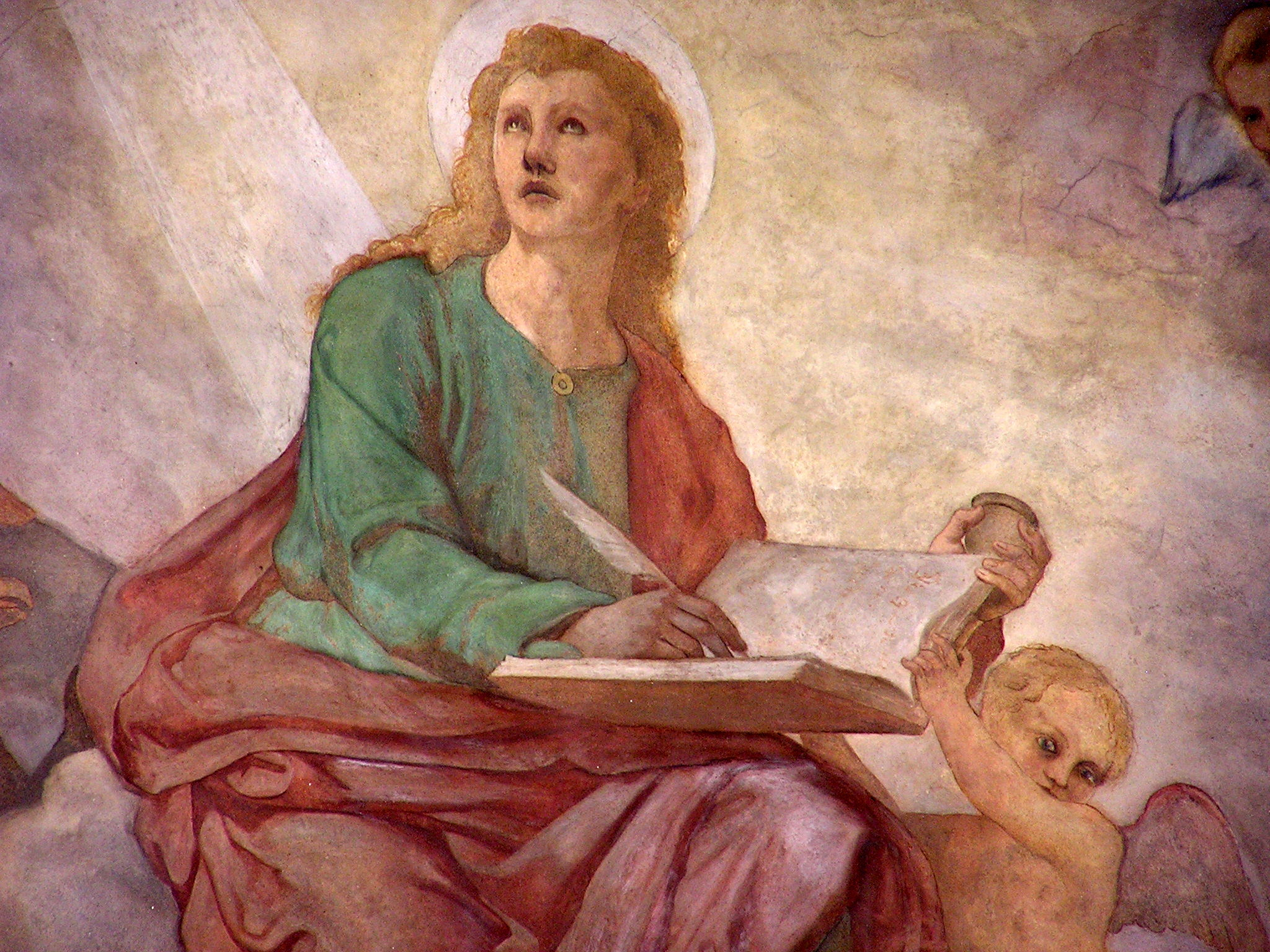
San Giovanni Evangelista (Ancona, Chiesa del Santissimo Sacramento)
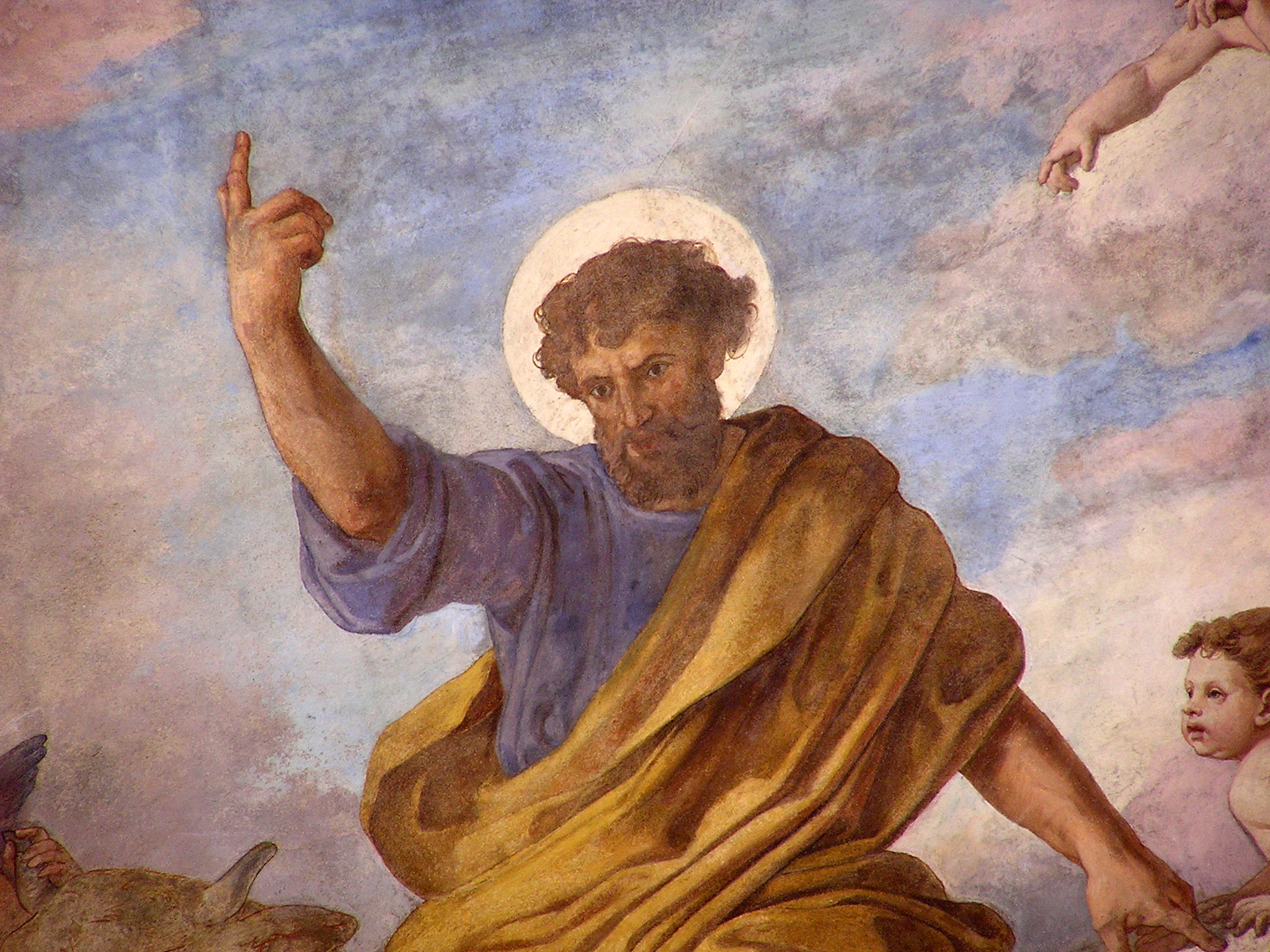
San Luca Evangelista (Ancona, Chiesa del Santissimo Sacramento)

## Opere principali

### Dipinti ad olio su tela
- Eteocle e Polinice, 1824 (Ancona, Pinacoteca civica)
- Ritratto dei Marchesi Busca, olio su tela, 1825 (Ancona, Pinacoteca civica)
- Ritratto di Giuseppe Girometti, 1831? (Roma, Galleria nazionale d'arte moderna)
- Ritratto di Mariano Plomer (Ancona, Pinacoteca civica)
- Torquato Tasso che declama la Gerusalemme Liberata (Ancona, Pinacoteca civica)
- Ritratto del cardinale Angelo Mai (Bergamo, Municipio)
- Torquato Tasso a Ferrara (Brescia, Musei civici d'arte e storia)
- Giudizio di Salomone (Palazzo Reale di Torino)
- Leonardo che presenta il pensiero del cenacolo a Ludovico il Moro, 1846. (Reggia di Caserta)
- Il Giuramento degli Anconetani, 1850 ca. (Ancona, Pinacoteca civica)
- Martirio di Santo Stefano, 1851, (Roma, Basilica di San Paolo fuori le mura)
- I novellatori del Decamerone (Treviso, Museo civico Luigi Bailo)
- Ritratto della poetessa Elizabeth Barrett Browning con il figlioletto Robert (Firenze, Galleria d'Arte Moderna di Palazzo Pitti)
- L'incontro di Venere e Galatea (Roma, Galleria nazionale d'arte moderna)
- Martirio di San Sebastiano, 1870 (Imperia, Basilica di San Maurizio)
- Stamira che incendia le macchine nemiche, 1877 (Bertinoro, residenza civica)
- Gesù Cristo in gloria con i Santi Faustino e Giovita, 1844 (Chiari, Duomo)
- L'Olimpo, bozzetto preparatorio per un affresco (Fabriano, Pinacoteca civica)

### Monocromi
- Villa Arconati, Bollate (Milano)[14]
  - Gesù deriso e incoronato di spine
  - Madonna con Gesù Bambino, San Giuseppe e Sant’Anna
  - scena tratta da La strage degli innocenti
  - scena tratta da Il giuramento degli Anconetani

### Affreschi
Si elencano i principali edifici affrescati dal Podesti.
- Villa Torlonia, a Roma. Affreschi realizzati nel 1835.
  - Storie di Bacco
- Palazzo Torlonia. Quando si riprogettò Piazza Venezia il palazzo fu demolito e alcuni affreschi furono salvati tramite strappo; alcuni furono venduti all'asta e altri sono ancora conservati; di tutti rimangono i cartoni. Prima della distruzione, le opere conservate nel palazzo vennero fotografate. Al Museo di Roma a palazzo Braschi sono conservati gli affreschi superstiti, le foto e alcuni cartoni; altri cartoni sono alla Pinacoteca Podesti di Ancona.
  - Le gesta degli dei dell'Olimpo (nel braccio di Canova). Questi affreschi, realizzati nel 1836, erano nella galleria del primo piano, alla fine della quale era collocato il gruppo colossale di Ercole e Lica di Antonio Canova, oggi alla Galleria nazionale d'arte moderna di Roma.
  - Le Stagioni guidate dalle Ore (al secondo piano). Affreschi realizzati nel 1838.
  - Il mito di Diana (al secondo piano). Affreschi realizzati nel 1838.
- Palazzi Vaticani, Sala dell'Immacolata, ora all'interno dei Musei Vaticani. Il Podesti lavorò a questi affreschi dal 1855 al 1864.
  - sulle pareti:
    - Discussione su Maria concepita senza peccato
    - Proclamazione del Dogma
    - Incoronazione dell'effigie della Vergine ad opera di Pio IX

  - sul soffitto:
    - Sibille, storie e figure allegoriche
    - Allegoria della Fede
    - Allegoria della TeologiaFrancesco Maggi - ritratto di Francesco Podesti
    - I Naufraghi con l'Arca di Noè
    - Giaele uccide Sisara
    - Ester sviene davanti a Assuero

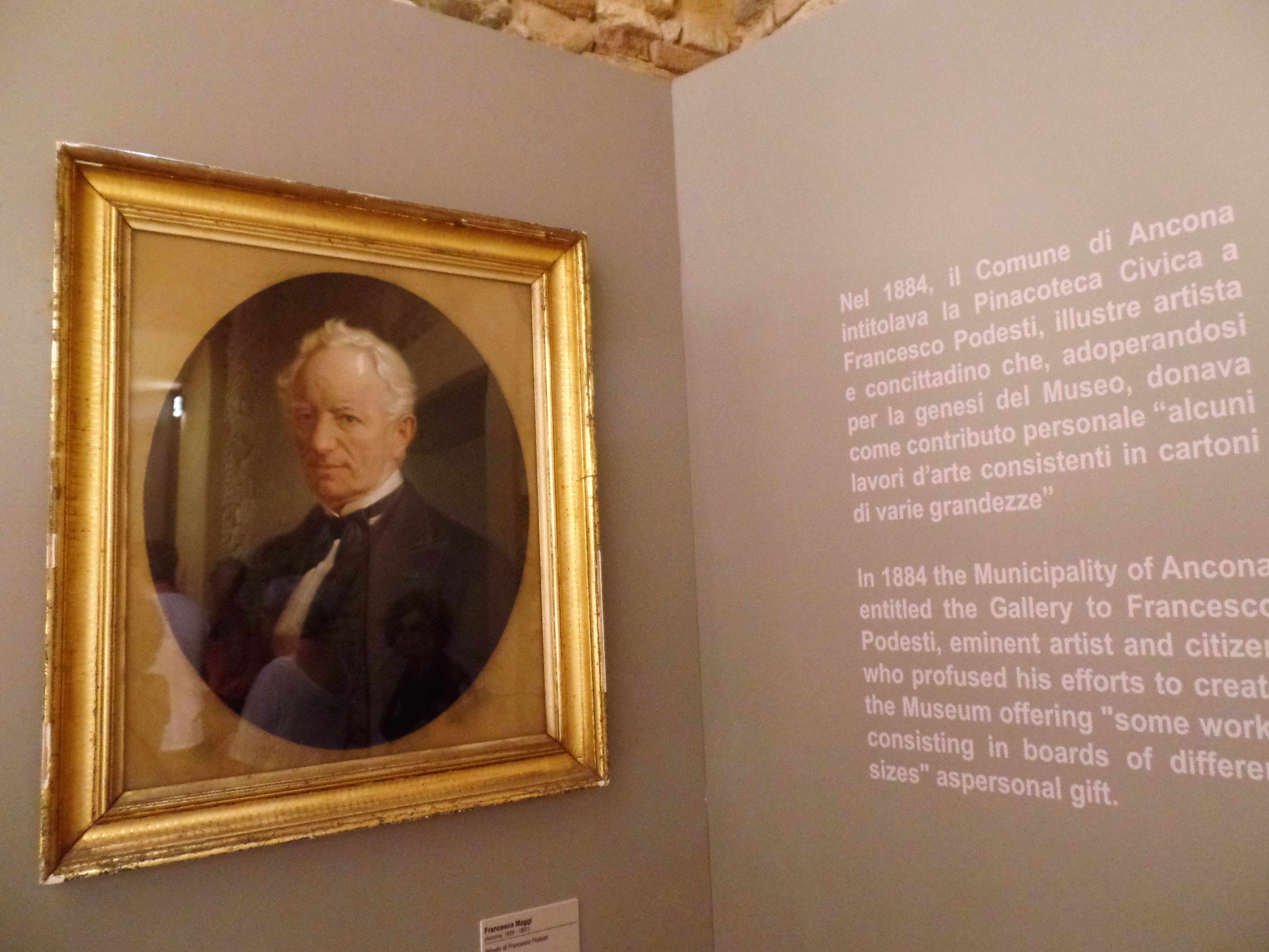
Francesco Maggi - ritratto di Francesco Podesti

    - Giuditta con la Testa di Oloferne
- Palazzo Busca-Serbelloni, a Milano.
  - Storie di Psiche (1836)[15]
  - Danza delle ore[16];
  - Nascita di Venere.

Questi affreschi vennero distrutti dai bombardamenti della Seconda guerra mondiale, ma si conservano i cartoni, alla Pinacoteca Civica di Ancona.
- Chiesa del Santissimo Sacramento, ad Ancona. affreschi realizzati dal pittore nel 1880.
  - I Quattro Evangelisti

## Ricordano il suo nome
- Pinacoteca civica Francesco Podesti ad Ancona, fondata anche grazie al suo interessamento e alla donazione di alcune sue opere;
- a Roma, via dei Podesti, nel quartiere Flaminio, è dedicata a Francesco e al suo primogenito Giulio;
- ad Ancona, la via del rione di Capodimonte in cui il pittore nacque e in cui si può ancora ammirare la casa, segnalata da una targa, è stata intitolata al pittore. Inoltre due scuole anconetane sono dedicate al pittore: l'Istituto Professionale per il Commercio Francesco Podesti e la Scuola Media Francesco Podesti.

Vie dedicate a Francesco Podesti si trovano anche a Senigallia, Chiaravalle, Sessa Aurunca e Laigueglia.